# Мавзолей на Август
Мавзолеят на Август е голяма гробница в Рим, построена от император Октавиан Август през 28 пр.н.е. на Марсово поле.
Днес се намира на площад „Император Август“ (Piazza Augusto Imperatore), но не е отворен за туристи поради лошото му състояние.

## Описание
Мавзолеят е сред първите архитектурни проекти, подети от Август в Рим след победата му в битката при Акциум през 31 пр.н.е.
Има кръгла форма и съдържа няколко концентрични кръга от пръст и тухли, насадени с кипарис и покрити от коничен покрив и статуя на Август. Сводове поддържат покрива и оформят погребални ниши отдолу. Два еднакви обелиска от розов гранит пазят арката на входа. Бил е с диаметър 90 м и височина 42 м.
Тук преди Август са погребани племенникът му Марцел, неговият приятел и зет, великият пълководец Марк Агрипа, сестра му Октавия, а след неговата смърт и съпругата му Ливия, осиновеният му син Тиберий и Агрипина.
В завещението си Октавиан поръчва неговият своеобразен опис на делата му – т.нар. „Дела на божествения Август“ (Res Gestae Divi Augusti) да бъде поставен на входа на мавзолея му.
През Средновековието мавзолеят е използван за крепост.